# Culex striatipes
Culex striatipes är en tvåvingeart som beskrevs av Edwards 1941. Culex striatipes ingår i släktet Culex och familjen stickmyggor. Inga underarter finns listade i Catalogue of Life.